# Crispin Odey
Robin Crispin William Odey (Yorkshire, gennaio 1959) è un imprenditore e gestore di hedge fund inglese, fondatore di Odey Asset Management e noto, tra l'altro, per aver speculato sulla Brexit e contro le azioni Wirecard.
Nel giugno 2023, il Financial Times ha pubblicato un rapporto investigativo su Odey in cui affermava di aver molestato o aggredito sessualmente 13 donne nel corso di 25 anni. Odey Asset Management annunciò poco dopo che Odey avrebbe lasciato l'azienda. Gli investitori iniziarono presto a ritirare i loro soldi dall'azienda in seguito al rapporto, costringendola a bloccare i prelievi. Alla fine di giugno 2023 la società ha sospeso gli hedge fund di punta e si è ipotizzato che potesse sciogliersi.
Il 19 dicembre 2023 i vertici di Odey Asset Management hanno annunciato in una lettera ai clienti la chiusura del fondo alla fine dell'anno.

## Biografia
Nato nel gennaio 1959 Odey è figlio di (George) Richard Odey. Suo padre proveniva da una famiglia di industriali dello Yorkshire e suo nonno George Odey, "un formidabile prepotente", era stato il deputato conservatore di Beverley. Il nome da nubile di sua madre era Clitherow. Nel 1980, sua sorella Caroline sposò Henry David Montgomery, figlio di David Montgomery, secondo visconte Montgomery di Alamein ed erede apparente del visconte. 
Ha studiato alla Harrow School e si è laureato in storia ed economia alla Christ Church di Oxford nel 1980. Subito dopo la laurea, scoprì che suo padre aveva enormi debiti e gli amministratori di Hotham Hall, una tenuta di 4.000 acri che apparteneva alla famiglia di sua madre dal 1720, gliela trasferirono definitivamente. A 23 anni vendette tutto. Secondo Odey, suo padre era un "perdigiorno dall'inizio alla fine" e sopravviveva grazie alle elemosine di suo figlio.

## Carriera
Dopo l'università Odey si è qualificato come avvocato ma invece di intraprendere la carriera legale, è entrato a far parte dei gestori di fondi di Framlington, e poi ha lasciato per lavorare per Barings International, dove ha gestito il Baring European Growth Trust. Gestiva fondi pensione dell'Europa continentale presso Framlington e Barings.

### 1991–2015: Odey Asset Management
Odey ha fondato Odey Asset Management nel 1991. George Soros è stato uno degli investitori originali, versando in Odey 150 milioni di dollari. Odey subì ingenti perdite nel 1994 quando la Federal Reserve alzò inaspettatamente i tassi di interesse (uno dei suoi fondi perse il 44% del valore), ma continuò ad operare, prevedendo anche che il valore degli assicuratori sarebbe aumentato dopo la crisi dovuta dagli attacchi dell'11 settembre a New York nel 2001. Durante la prima parte degli anni 2000, Odey ha lavorato a stretto contatto con Hugh Hendry, che aveva reclutato e che gestiva il Fondo per l'Europa continentale più performante di Odey. Hendry se ne andò nel 2005 per fondare Eclectica Asset Management. In riferimento a Hendry, lo stesso Odey ha detto: "Odey negli anni '90 era una band individuale; Odey negli anni 2000 era una band di due uomini".
Secondo il New York Times, Odey "è diventato famoso durante la crisi finanziaria del 2008 quando ha venduto allo scoperto azioni bancarie, una scommessa redditizia che lo ha aiutato a guadagnare quasi 28 milioni di sterline".  Quell'anno il suo rendimento fu del 54,8%. Era stato ribassista riguardo alla posizione delle banche per diversi anni. Ha continuato con le sue posizioni short fino all'inizio del 2009, ma in aprile ha assunto posizioni più lunghe poiché prevedeva il rally del mercato di quell'anno. Il quotidiano Times ha selezionato Odey come "Business Big Shot" nel 2008.
Nel maggio 2009, Odey ha suscitato alcune polemiche per aver affermato sul Times che avrebbe lasciato il paese per evitare di pagare l'imposta sul reddito del 50%.  È stato al centro di ulteriori polemiche nel 2009, quando è stato dichiarato che avesse sostenuto finanziariamente gli attivisti anti-UE nel referendum irlandese sul Trattato di Lisbona  mentre alcuni hedge fund avevano fatto scommesse specifiche sull’insolvenza del paese nel caso in cui la votazione non ci fosse stata. Il Trattato è stato approvato con un margine dal 67,1% al 32,9%.  Nei fax inviati a RTÉ e TV3, Odey ha negato di aver finanziato la campagna del "no".
Nel maggio 2010, Odey Asset Management ha costituito una nuova società di gestione degli investimenti con Bruellan Wealth Management di Ginevra denominata Odey Bruellan. Nell'aprile 2011, l'azienda aveva in gestione dai 6,5 ai 7 miliardi di dollari, con Odey che gestiva personalmente un patrimonio di 4 miliardi di dollari.  Il fondo Odey European Inc. di Odey Asset Management si è classificato al quinto posto nell'elenco 2012 di Bloomberg dei 100 grandi hedge fund con le migliori prestazioni.

### 2016-2019: sostenitore della Brexit
Nel 2016, Odey ha visto la sua fortuna personale diminuire di 200 milioni di sterline dopo che i profitti di Odey Asset Management avevano subito un calo significativo. Il suo stipendio è stato tagliato perché i profitti erano diminuiti di quasi il 45% rispetto all'anno precedente.
Sempre nel 2016, Odey è stato un importante sostenitore della Brexit, affermando che l'uscita avrebbe consentito al Regno Unito di governarsi da solo. Nello stesso anno, il suo hedge fund aumentò il suo valore di circa il 15% in seguito ai risultati del referendum sulla Brexit. La mattina del risultato ha dichiarato alla BBC di aver guadagnato 220 milioni di sterline speculando sul fatto che i mercati sarebbero caduti ed ha aggiunto:"'The morning has gold in its mouth' (il mattino ha l'oro in bocca')".  Guadagni tuttavia non sufficienti per riequilibrare i conti perché nel complesso il suo fondo di punta ha registrato nel 2016 perdite di quasi il 50%. I profitti operativi dell'azienda sono scesi quell'anno da 44,3 milioni di sterline a 18,6 milioni di sterline nel 2016.
Il patrimonio gestito dal fondo è sceso da 11,7 miliardi di dollari all'inizio del 2015 a 5,5 miliardi di dollari nel settembre 2017. Inoltre, i fondi nel suo fondo di punta, Odey European, sono scesi da 2,5 miliardi di euro all'inizio del 2015 a 184 milioni di euro. Il Financial Times ha attribuito le perdite in parte a operazioni "intempestive".  Il 5 gennaio 2018, il New York Times ha riferito che Odey Asset Management aveva perso più di un quinto del suo valore nel 2017, scendendo di circa il 20,5%. Secondo il New York Times la "performance del fondo di Odey ha sofferto pesantemente dopo aver assunto una posizione negativa sulle prospettive dell'economia globale e posizioni ribassiste contro azioni che non hanno dato frutti". Aveva fatto anche "scommesse contro la Fed", spiegando ai suoi clienti che "sarebbe stato sicuramente più semplice seguire il mercato. Ma così ignoreremmo i dati fondamentali". Aveva anche ipotizzato che ci sarebbe stato un crollo derivante dagli alti tassi di interesse.
Nel febbraio 2019, meno di due mesi prima della data della Brexit, Odey ha scommesso nuovamente contro la sterlina.

### 2020: allontanamento dall'azienda
Nel maggio 2020, Odey è stato accusato (ed arrestato) di violazione del pudore dopo una denuncia di una donna per una vicenda avvenuta nel 1998. In settembre Odey ha negato l'accusa ai magistrati di Westminster ed è stato rilasciato su cauzione per comparire alla corte dei magistrati di Hendon nel febbraio 2021.  Dopo un processo presso la Corte dei magistrati di Westminster nel marzo 2021, Odey è stato prosciolto dall'accusa.
Nel giugno 2023, il Financial Times ha riportato accuse in cui si sostenva che Odey aveva molestato o aggredito sessualmente 13 donne in 25 anni.  Odey ha negato le accuse. A seguito del report del Financial Times, è emerso che la Financial Conduct Authority si stava preparando ad avviare un'indagine su Odey Asset Management in merito alle accuse su Odey. È stato inoltre annunciato che Morgan Stanley e JPMorgan Chase stavano annullando i loro rapporti con l'azienda.
Il 10 giugno, il comitato esecutivo di Odey Asset Management ha dichiarato che Odey non era più coinvolto nella società, commentando che "non avrà più alcun coinvolgimento economico o personale nella partnership".  L'azienda ha annunciato che ora sarà "posseduta e controllata dai restanti soci e gestita come entità legale indipendente". Poco dopo, la società ha annunciato il suo piano di rebranding, rimuovendo il nome di Odey dal nome dell'azienda.

## Vita privata
Odey è stato sposato per un breve periodo con la figlia maggiore di Rupert Murdoch, Prudence. Il matrimonio durò 15 mesi e i due non ebbero figli.
Successivamente Odey sposò Nichola Pease, vicepresidente della JO Hambro Capital Management e membro di una delle famiglie fondatrici della Barclays Bank. La coppia ha avuto due figli e una figlia. Secondo il Sunday Times Rich List 2019, Odey e sua moglie Nichola Pease valevano 775 milioni di sterline. Hanno divorziato nel 2021.
Si è sposato una terza volta nel 2022 con Diana Vitkova.